# 78K0
78K0ファミリとは、日本電気（NEC、現在のルネサス エレクトロニクス）が開発した8ビットCISCマイクロコントローラである。同社の8ビットマイクロコントローラである、78K0Sの上位品となる。最近の製品は殆どがフラッシュメモリを内蔵している、「All Flashマイコン」である。様々な用途に使用できる多用途向け製品と、特定用途向けの周辺機能を内蔵した製品が存在する。PICやH8ほど豊富ではないが、電子工作向けの評価ボードも提供されている。

## 特徴
CISC型の命令セットを持つ。命令長は1～4バイト。8bitの下位マイコンとなる78K0Sから、命令の上位互換性を持つ。汎用レジスタは 8ビットx8本x4バンクの構成。データ長により8ビットレジスタを2本結合し、16ビットレジスタとして使用可能である。アドレス空間はリニア64KByte。またアドレス空間のバンク切り替えより、内蔵フラッシュメモリを最大128KByteまで拡張した製品が存在する。最大動作周波数と電源電圧は20MHz(2.7～5.5V)、10MHz(1.8～2.7V)。ただし一部製品は異なる。パッケージは、16-30ピンはSOP、38-100ピンはQFPが中心。一部製品ではBGA、LGAなどの小型パッケージも存在する。

## 機能
最近の製品は全てフラッシュメモリを内蔵する。また以下の周辺機能も標準で搭載している。
- 内蔵発振器
- パワーオンリセット
- 低電圧検出
- ウォッチドッグタイマー （専用発振器を含む）
- メモリ フラッシュメモリ、RAM
- タイマー(8ビット、16ビット)　　インターバル生成、パルス幅測定、PWM出力、パルス出力など
- シリアル通信　　非同期シリアル、クロック同期シリアル、I2Cなど
- A/Dコンバータ　　アナログ計測用
- 入出力ポート

また特定用途向け製品には、以下の機能も搭載している製品がある。
- リアルタイムクロック
- セグメントLCD表示インタフェース
- USB2.0
- 高精度タイマー (インバータ制御用、モータ制御用)
- オペアンプ

## 種類
- 多用途向け

78K0/Kx2、78K0/Kx2-L
- 特定用途向け

78K0/Lx2、78K0/Lx3　セグメントLCD表示
78K0/Ix2　照明用インバータ制御
uPD78F0730　USBインタフェース
uPD78F0712、uPD78F0714　モーター制御
uPD17F91xx　リモコン用

## 開発環境
- コンパイラ、デバッガ

ルネサス エレクトロニクスからシミュレータを含む統合ソフトウェア開発環境が販売されている。またコンパイラ、シミュレータは32KByteまでのコードサイズ制限版が無償ダウンロードできる。
サードパーティーからのコンパイラはIAR、ガイオ・テクノロジー、キャッツ (ZIPC) などから販売。
- インサーキット・エミュレータ

ルネサス エレクトロニクスから販売されるオンチップ・エミュレータ型のMINICUBE2で、16/32ビットマイコンを含め対応している。
- スターターキット、評価ボード
  - サンハヤトがターゲットボードや初心者向けボード いろは姫などを販売。
  - テセラ・テクノロジーがマイコン評価キットTKシリーズを販売。
  - 内藤電誠町田製作所がターゲットボードやNEC製エミュレータなどを販売。
  - 2008年にはCQ出版の雑誌 トランジスタ技術付録で、USBマイコンの評価ボードとプログラムが提供された。